# 法拉美穗
法拉美穗（日語：ミシェル・フェレ，1973年6月13日—），出生于日本神户市，是法国和日本混血儿，曾经是日本CNN记者，以及游戏秀主持人。

## 演出作品

### 电影
- 《我是谁》
- 《So-Run Movie》

### 日剧
- 《非婚家族》

### 舞台剧
- 《悪戯》

### 广播电台
- RADIO VIKING
- INTER-ACT QZ

### 电视节目
- CNNヘッドライン (テレビ朝日) 1994.10～1995.9　水曜日キャスター
- ウィークエンドライブ 周刊地球TV（テレビ朝日）
- ナレーション多数

### CM
- 九州セルラー

## 其他
- イベント司会多数